# Clan del Golfo
O Clan del Golfo ou Exército Gaitanista da Colômbia é uma organização criminosa na Colômbia envolvida no narcotráfico e no conflito armado que ocorre no país. Conhecida como Clan Úsuga, Los Urabeños e Autodefensas Gaitanista da Colômbia (AGC), é considerado o grupo neo-paramilitar mais poderoso da Colômbia, com cerca de 1.200 membros no círculo interno da organização; sua principal fonte de renda é o tráfico de drogas.
Um dos muitos grupos formados por ex-chefes paramilitares de nível intermediário, o Clan do Golfo têm feito as taxas de homicídio subirem rapidamente nos departamentos do norte da Colômbia. O grupo, é atualmente uma das mais ambiciosas e implacáveis organizações de tráfico de drogas da Colômbia, sendo considerado o grupo paramilitar mais perigoso e mais bem estruturado do país, pelo número de combatentes que o compõem, pelas áreas onde estão presentes e pelo grande número de remessas de drogas que traficam a nível nacional e internacional.
A base de poder do grupo está nos departamentos de Antioquia, Chocó e Córdoba, e também têm presença em La Guajira, Cesar, Santander e nas principais cidades, incluindo Medellín e Bogotá. Entre suas atividades criminosas incluem o tráfico de drogas, assassinatos e massacres de civis e membros das forças de segurança e da polícia nacional, o chamado "imposto revolucionário", sequestro, extorsão, e ataques terroristas com bombas.
Segundo fontes oficiais das autoridades nacionais, o grupo atua em 181 municípios território colombiano.
Possui uma forte rivalidade com outras organizações emergentes como Los Paisas, Los Rastrojos e Oficina de Envigado. De acordo com vários relatórios do governo, o grupo paramilitar mantém vínculos com a guerrilha das FARC, no processamento e tráfico drogas. De acordo com a polícia nacional e o DEA, o Clan do Golfo exportam toda a cocaína para a América Central, através de submarinos construídos de forma artesanal; também enviam cocaína a vários cartéis mexicanos.
No final de 2011, o Clan do Golfo declarara guerra à Los Rastrojos pelo controle do tráfico de drogas na cidade de Medellín. O Clan do Golfo é uma das organizações que surgiram após a desmobilização das Autodefesas Unidas da Colômbia.
O Clã do Golfo recrutou cúmplices ao mais alto nível da hierarquia militar, tais como generais e coronéis. 